# 垣花恵春
垣花 恵春（かきのはな けいしゅん、男性、1947年3月1日 - ）は、日本の空手家で、沖縄空手道小林流尚倫會沖縄本部道場範士。国際沖縄小林流空手道連盟の会長でもある。沖縄県宮古島宮古島市（旧・平良市）出身。段位は十段。

## 来歴
- 1979年、小林流会長仲里周五郎から六段（師範）の免状を頂戴する。小林館協会から七段の免状を頂戴する。
- 1998年、小林流尚倫檜より八段の免状を頂戴する
- 2005年、全日本空手道小林會から九段の免状を頂戴する。

## 事績として
1988年10月、沖縄空手道小林流小林館協会垣の花道場開設。同道場に於ける門下生指導と共に沖縄県初の施設機能強化推進費の補助を基に美さと児童園空手クラブを結成。
1990年5月、社会福祉法人国際福祉会理事長末吉業信を会長として、青少年の健全育成、国際交流親善を標榜する沖縄空手道小林流尚倫會を発足。現在は同会副会長。
1992年7月、沖縄コンベンションセンター会議棟ならびに展示棟に於いて琉球・韓国青少年交流祭を第一部シンポジウム、第二部交流祭の構成にて開催。
1995年、沖縄硬軟流空手古武道考武会創立30周年記念演舞大会を尚倫會として主催。同大会でクーサンクー小を演舞出演する。
1996年8月、ブルネイ・インターナショナル・コンベンションセンターに於いてブルネイ・文化・青年・スポーツ大臣ならびに在ブルネイ日本大使主催のブルネイ・沖縄合同文化交流祭に派遣団20名を引率参加。日本大使より感謝状を授かった。
1997年4月、平成の大改修を完工した大阪城天守閣竣工を祝った大阪市主催の行事に参加、あわせて大阪厚生年金会館において大阪・沖縄伝統文化交流チャリティ公演を主催。大阪沖縄県人会連合会に寄付金の贈呈を行った。